# Kris Trajanovski
Kris Trajanovski (Geelong, 19 febbraio 1972) è un allenatore di calcio ed ex calciatore australiano, di ruolo attaccante.

## Carriera

### Club
Ha prevalentemente giocato nel campionato australiano.

### Nazionale
Con la maglia della Nazionale ha vinto la Coppa delle nazioni oceaniane 1996, edizione di cui è stato anche il capocannoniere.

## Palmarès

### Giocatore

#### Nazionale
- Coppa d'Oceania: 1

1996

#### Individuale
- Capocannoniere della Coppa delle nazioni oceaniane: 1

1996

## Statistiche

### Cronologia presenze e reti subite in nazionale
| Cronologia completa delle presenze e delle reti in nazionale ― Australia | Cronologia completa delle presenze e delle reti in nazionale ― Australia | Cronologia completa delle presenze e delle reti in nazionale ― Australia | Cronologia completa delle presenze e delle reti in nazionale ― Australia | Cronologia completa delle presenze e delle reti in nazionale ― Australia | Cronologia completa delle presenze e delle reti in nazionale ― Australia | Cronologia completa delle presenze e delle reti in nazionale ― Australia | Cronologia completa delle presenze e delle reti in nazionale ― Australia |
| Data                                                                     | Città                                                                    | In casa                                                                  | Risultato                                                                | Ospiti                                                                   | Competizione                                                             | Reti                                                                     | Note                                                                     |
| ------------------------------------------------------------------------ | ------------------------------------------------------------------------ | ------------------------------------------------------------------------ | ------------------------------------------------------------------------ | ------------------------------------------------------------------------ | ------------------------------------------------------------------------ | ------------------------------------------------------------------------ | ------------------------------------------------------------------------ |
| 21-9-1996                                                                | Pretoria                                                                 | Australia                                                                | 4 – 0                                                                    | Kenya                                                                    | Amichevole                                                               | -                                                                        | 55’                                                                      |
| 26-10-1996                                                               | Papeete                                                                  | Tahiti                                                                   | 0 – 6                                                                    | Australia                                                                | Coppa d'Oceania 1996 - Finale andata                                     | 3                                                                        |                                                                          |
| 1-11-1996                                                                | Canberra                                                                 | Australia                                                                | 5 – 0                                                                    | Tahiti                                                                   | Coppa d'Oceania 1996 - Finale ritorno                                    | 4                                                                        | 60’                                                                      |
| 18-1-1997                                                                | Melbourne                                                                | Australia                                                                | 1 – 0                                                                    | Nuova Zelanda                                                            | Amichevole                                                               | -                                                                        | 82’                                                                      |
| 22-1-1997                                                                | Brisbane                                                                 | Australia                                                                | 2 – 1                                                                    | Corea del Sud                                                            | Amichevole                                                               | -                                                                        | 67’                                                                      |
| 25-1-1997                                                                | Sydney                                                                   | Australia                                                                | 1 – 0                                                                    | Norvegia                                                                 | Amichevole                                                               | -                                                                        | 70’                                                                      |
| 13-6-1997                                                                | Sydney                                                                   | Australia                                                                | 5 – 0                                                                    | Tahiti                                                                   | Qual. Mondiali 1998                                                      | -                                                                        | 46’                                                                      |
| 17-6-1997                                                                | Parramatta                                                               | Australia                                                                | 6 – 2                                                                    | Isole Salomone                                                           | Qual. Mondiali 1998                                                      | -                                                                        | 77’                                                                      |
| 19-6-1997                                                                | Sydney                                                                   | Australia                                                                | 2 – 0                                                                    | Tahiti                                                                   | Qual. Mondiali 1998                                                      | -                                                                        | 77’                                                                      |
| 7-2-1998                                                                 | Melbourne                                                                | Australia                                                                | 0 – 1                                                                    | Cile                                                                     | Amichevole                                                               | -                                                                        | 63’                                                                      |
| 11-2-1998                                                                | Sydney                                                                   | Australia                                                                | 0 – 1                                                                    | Corea del Sud                                                            | Amichevole                                                               | -                                                                        | 76’                                                                      |
| 15-2-1998                                                                | Adelaide                                                                 | Australia                                                                | 0 – 3                                                                    | Giappone                                                                 | Amichevole                                                               | -                                                                        |                                                                          |
| 25-9-1998                                                                | Brisbane                                                                 | Australia                                                                | 2 – 0                                                                    | Figi                                                                     | Coppa d'Oceania 1998 - 1º turno                                          | -                                                                        | 87’                                                                      |
| 28-9-1998                                                                | Brisbane                                                                 | Australia                                                                | 16 – 0                                                                   | Isole Cook                                                               | Coppa d'Oceania 1998 - 1º turno                                          | 4                                                                        | 46’                                                                      |
| 2-10-1998                                                                | Brisbane                                                                 | Australia                                                                | 4 – 1                                                                    | Tahiti                                                                   | Coppa d'Oceania 1998 - Semifinale                                        | -                                                                        | 64’                                                                      |
| 4-10-1998                                                                | Brisbane                                                                 | Australia                                                                | 0 – 1                                                                    | Nuova Zelanda                                                            | Coppa d'Oceania 1998 - Finale                                            | -                                                                        | 62’ 90+1’                                                                |
| Totale                                                                   |                                                                          | Presenze                                                                 | 16                                                                       |                                                                          | Reti                                                                     | 11                                                                       |                                                                          |